# La Forêt-du-Parc
La Forêt-du-Parc is een gemeente in het Franse departement Eure (regio Normandië) en telt 506 inwoners (2004). De plaats maakt deel uit van het arrondissement Évreux.

## Geografie
De oppervlakte van La Forêt-du-Parc bedraagt 7,6 km², de bevolkingsdichtheid is 66,6 inwoners per km².
De onderstaande kaart toont de ligging van La Forêt-du-Parc met de belangrijkste infrastructuur en aangrenzende gemeenten.

## Demografie
Onderstaande figuur toont het verloop van het inwonertal (bron: INSEE-tellingen).